# Butes
Butes de Atenas foi um dos Argonautas, ele era filho de Teleon e Zeuxippe, filha do rio Erídano. Ele era apicultor. Um dos principais heróis gregos.